# Corinne Erhel
Corinne Erhel, née le 3 février 1967 à Quimper (Finistère) et morte le 5 mai 2017 à Saint-Brieuc (Côtes-d'Armor), est une femme politique française.
Membre du Parti socialiste à partir de 1997, elle est élue députée de la cinquième circonscription des Côtes-d'Armor en 2007. Elle est réélue pour un second mandat en 2012 avec près de 64 % des voix (39 319 électeurs) au second tour. Elle rejoint le mouvement d'Emmanuel Macron En marche ! en novembre 2016, tout en restant membre du Parti socialiste. Elle est élue conseillère régionale de Bretagne en 2004, 2010 et 2015.

## Biographie
Diplômée de l'Institut des hautes études de droit rural et d'économie agricole (IHEDREA), avec une spécialisation en aménagement du territoire, elle devient, en 1990, assistante technique Charte intercommunale d’aménagement et de développement du Trégor rural, une des neuf provinces historiques de Bretagne (il comprend la partie ouest du département des Côtes-d'Armor).
En 1997, elle devient collaboratrice parlementaire d'Alain Gouriou, député-maire de Lannion (Côtes-d'Armor).
En 2004, elle est élue conseillère régionale de Bretagne. En 2006, Alain Gouriou annonce officiellement qu'il ne se représentera pas pour les élections législatives. Corinne Erhel brigue alors l'investiture du Parti socialiste.
Elle est élue députée le 17 juin 2007, pour la XIIIe législature (2007-2012), dans la 5e circonscription des Côtes-d'Armor en battant, au deuxième tour, Marie-Dominique Furet (UMP) avec 56,08 % des suffrages.
Dans la foulée de son élection de 2007, elle confirme qu'elle ira au bout de son mandat de conseillère régionale, mais que, conformément aux engagements qu'elle avait pris et au principe de non-cumul des mandats, elle ne se représentera pas et ne briguera pas d'autres mandats, préférant se consacrer à son mandat de députée. Elle figure néanmoins en 12e position sur la liste de gauche lors des élections régionales de 2010 dans les Côtes-d'Armor. Celle-ci remporte 11 sièges, mais Corinne Erhel est élue en raison du décès de Jacqueline Chevé pendant la campagne électorale, au titre de la suivante de liste. Elle est ainsi réélue conseillère régionale de Bretagne.
À l'Assemblée nationale, elle siège au sein du groupe « Socialiste, radical et citoyen », dont elle fait partie du bureau. Elle est membre de la commission des Affaires économiques.
Elle suit particulièrement les sujets liés au numérique. À ce titre, elle est l’auteure de nombreux rapports d’information sur le sujet. Un premier dès avril 2008, co-écrit avec Jean Dionis du Séjour sur la mise en application de la loi n° 2004-575 du 21 juin 2004 pour la confiance dans l’économie numérique. Puis, en avril 2011, un deuxième rapport, co-écrit avec Laure de La Raudière, députée UMP d’Eure-et-Loir sur la neutralité de l’Internet et des réseaux ainsi qu’un autre en décembre 2011 sur la mise en application de la loi relative à la lutte contre la fracture numérique.
En février 2013, elle a rendu les conclusions de la mission d’information sur l’impact de la régulation des télécoms sur la filière télécom, dont elle était co-rapporteure.
Elle a été en octobre 2013 rapporteure de la proposition de résolution européenne sur la stratégie numérique de l’Union européenne pour la commission des Affaires économiques de l’Assemblée nationale.
Elle a présenté en mai 2014 les conclusions d’une nouvelle mission d’information avec Laure de La Raudière, sur le développement de l’économie numérique française.
Vice-présidente de la commission spéciale chargée de l’examen du projet de loi pour la croissance, l'activité et l'égalité des chances économiques (dite « loi Macron »), elle enrichit le texte de multiples dispositions relatives aux télécoms et au numérique.
Corinne Erhel est également nommée en novembre 2015 rapporteure pour avis par la commission des Affaires économiques sur le projet de loi pour une République numérique. Elle rend son avis en janvier 2016 en insistant sur la nécessité de préserver l’équilibre entre confiance des utilisateurs, soutien fort à l’innovation et capacité à saisir les opportunités économiques.
Elle est également entre 2012 et 2016 rapporteure pour avis du budget communications électroniques et économie numérique pour le projet de loi de Finances.
En février 2009, Corinne Erhel affirme son opposition à l'entrée d'un nouvel opérateur mobile sur le marché français qui pourrait, selon elle, déstabiliser la concurrence en place et laisser moins de fréquence aux trois actuels opérateurs pour le développement de la couverture 3G.
Elle s’oppose depuis janvier 2012 au projet d’extraction de sable en baie de Lannion - Côte de Granit rose. Elle interpelle régulièrement les pouvoirs publics sur ses conséquences pour la biodiversité et le littoral, les risques de conflits d’usage, ainsi que l’impact pour l'emploi et l’activité économique tant en mer qu’à terre. Elle a d’ailleurs bénéficié en juin 2014 de l’appui de Ségolène Royal, ministre de l’Écologie, du Développement durable et de l’Énergie, également contre ce projet d'extraction.
En mai 2015, elle est désignée par la fédération du Parti socialiste des Côtes d'Armor, tête de liste costarmoricaine de « La Bretagne avec Jean-Yves Le Drian » pour les élections régionales de 2015, elle est élue avec 49,86 % des voix au second tour.
En novembre 2016, elle se range aux côtés d'Emmanuel Macron, candidat du mouvement En marche, pour l'élection présidentielle de 2017. Au même moment, elle obtient la confiance des militants socialistes à plus de 80 % pour les représenter aux élections législatives de juin 2017. Finalement, son investiture PS lui sera retirée par le bureau national du parti, qui décide en avril de soutenir un écologiste, contre l'avis de la fédération socialiste des Côtes-d'Armor.
Le 5 mai 2017, à Plouisy (Côtes-d’Armor), lors d'une réunion publique de soutien pour le candidat Emmanuel Macron scellant le dernier jour de la campagne du second tour de l'élection présidentielle, Corinne Erhel est victime d'un malaise cardiaque et meurt peu après son transfert par une équipe du Samu à l'hôpital de Saint-Brieuc.
Ses obsèques ont lieu le 10 mai 2017 à Lannion, en présence d'Emmanuel Macron (élu président le surlendemain de la mort de la députée) et de nombreuses autres personnalités.
À la suite de sa disparition, de nombreux témoignages louent son implication et son travail, « exemple de bonne pratique d'une députée qui pense tout à la fois, son territoire, la nation et l'Europe ».